# Gonzalo Ramón
Gonzalo Ramón (1912-) es un escritor ecuatoriano.

## Obra
Publicó Tierra baldía en 1958, novela de vigor realista que denuncia las condiciones de explotación de la población negra en las plantaciones bananeras, que sustituyeron a las de producción del cacao, en las junglas de la región de Quinindé en la provincia de Esmeraldas.
En 1971 publicó Clavellina, novela que recibió el Premio de la Unión Nacional de Periodistas.
En 1976  publica Guandal, novela que recibe el Primer premio único en el concurso nacional de novela de 1975 de la Casa de la Cultura Ecuatoriana y recibe el galardón de  "Primer finalista único" en el Concurso Internacional de Novela Hispanoamericana de la Editorial Alfaguara en 1974. La publicación fue prologada por Jaime Barrera Barrera. En ésta, Gonzalo Ramón saca a luces el mural económico del substrato periférico de la ciudad costeña de Guayaquil.  Las penurias del protagonista, su pobreza, sus vicios, sus caídas, su sicosis, componen la temática de Guandal.  El protagonista de esta novela está recluido en un hospital, y en medio de un continuo delirio va contándole a su enfermera su vida al margen de la ley en pantanos y lodazales, en lo que él llama guandal, donde la lucha por la existencia es angustiosa, sórdida, la que lleva al abuso del alcohol y de la droga.  Ramón va armando un  panel geográfico y humano que, a modo de un mural gigantesco, cubre todo el Ecuador, abarcando desde las islas Galápagos hasta la Provincia de Chimborazo.

## Obras

### Crítica
- César Dávila Andrade: mago de la poesía en La poesía ecuatoriana (Editorial Casa de la Cultura Ecuatoriana, 1969)

### Ensayo
- Ensayos sobre César Dávila Andrade, Miguel Zambrano, y notas sobre varios poetas ecuatorianos (Editorial Casa de la Cultura Ecuatoriana, 1969)

### Novela
- Tierra baldía (Editorial Casa de la Cultura Ecuatoriana, 1957)
- Clavellina (Editorial Casa de la Cultura Ecuatoriana, 1971)
- Guandal (Casa de la Cultura Ecuatoriana, 1976), Premio Nacional de Literatura 1975

### Poesía
- Elegía de la creación, carta a mi hija (Editorial Casa de la Cultura Ecuatoriana, 1965)